# Elze (Wedemark)
Elze ist ein Ortsteil der Gemeinde Wedemark in der Region Hannover, der etwa 25 km nördlich vom Stadtzentrum Hannovers entfernt liegt.

## Geografie
Der Ort ist benachbart von Meitze und Hellendorf im Süden, Bennemühlen und Oegenbostel im Westen sowie den nördlich gelegenen Ortsteilen Plumhof, Berkhof und Hoheheide. Im Osten liegt hinter der Autobahn 7 der Forst Rundshorn.

## Geschichte
Erste urkundliche Erwähnung fand Elze im Jahr 1360 im Zusammenhang mit dem „Moorhof“, einem adeligen Gutshof. Dieser Hof ging 1677 in den Besitz des Stechinelli genannten Francesco Maria Capellini, der Landdrost in Bissendorf war.
Am 1. März 1974 wurde Elze in die neue Gemeinde Wedemark eingegliedert.

## Politik

### Ortsrat
Der Ortsrat verantwortet die beiden Ortsteile Elze und Meitze gemeinsam.
- SPD: 3 Sitze
- CDU: 3 Sitze
- Grüne: 1 Sitz
- FDP: 1 Sitz
- WGW: 1 Sitz

(Stand: Kommunalwahl 12. September 2021)

### Ortsbürgermeister
Der Ortsbürgermeister ist Walter Zychlinski (SPD), vertreten wird er durch Frank Riebesehl (CDU).

### Wappen
Der Entwurf des Kommunalwappens von Elze stammt von dem Heraldiker und Wappenmaler Gustav Völker, der zahlreiche Wappen in der Region Hannover erschaffen hat. Die Genehmigung des Wappens wurde durch den Regierungspräsidenten in Lüneburg am 25. August 1964 erteilt.
| Wappen von Elze | Blasonierung: „In Blau ein silberner Steinbrunnen mit zwei wasserspeienden Pferdeköpfen, begleitet von zwei silbernen Wasserzeichen in Pfeilform, unter dem Brunnen eine liegende, silberne Wolfsangel.“ |
| Wappen von Elze | Wappenbegründung: In Elze befindet sich seit 1912 ein Wasserwerk der Landeshauptstadt Hannover, auf dessen Gelände damals ein Brunnen errichtet wurde, der zwei wasserspeiende Pferdeköpfe zeigt. Dieser Brunnen ist in dem Wappen dargestellt. Die Pferdeköpfe symbolisieren gleichzeitig den ländlichen Charakter der niedersächsischen Gemeinde Elze. Die beiden Pfeile versinnbildlichen den Wasserreichtum des Gemeindegebietes. Die Wolfsangel erinnert an die Zugehörigkeit zum Landkreis Burgdorf. |

## Kultur und Sehenswürdigkeiten
- Das Ortsbild wird durch einige Bauernhäuser und Höfe im alten Ortskern geprägt, zahlreiche Höfe sind allerdings bereits neuerer Bebauung gewichen. Im Norden sowie auf dem Gelände des alten Sägewerkgeländes in Bahnhofsnähe sind die neuesten Siedlungsgebiete zu finden.
- Östlich des Ortes hinter der Autobahn 7 befindet sich das 1911 in Betrieb gegangene Wasserwerk Elze-Berkhof, das heute etwa die Hälfte zur Wasserversorgung der Region Hannover beiträgt.
- Ein großer Teil der Elzer Fläche besteht aus Wald und Wiesen, unter anderem das ebenfalls im Osten liegende etwa 400 ha große Waldgebiet des Forst Rundshorn.

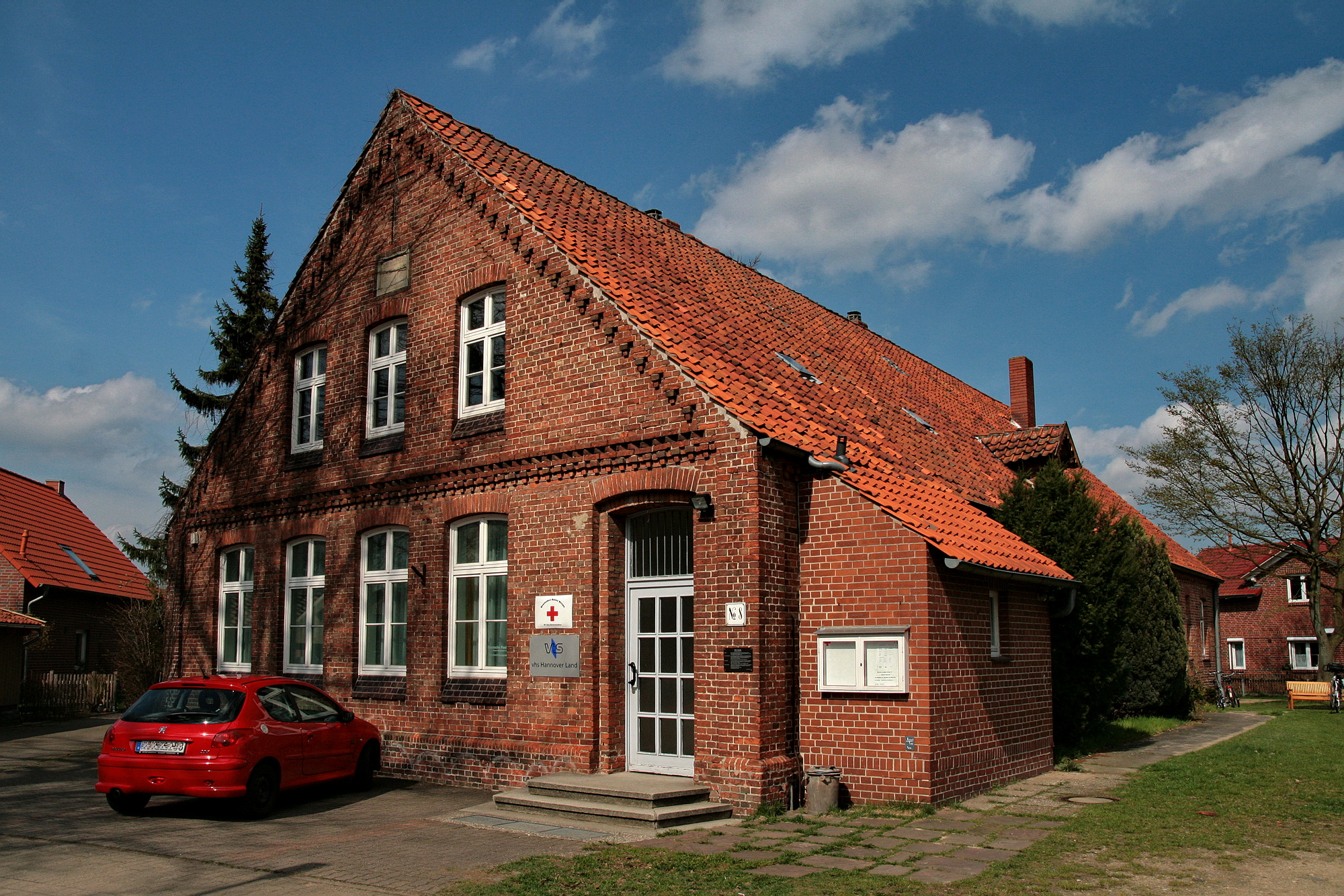
Alte Schule von 1895
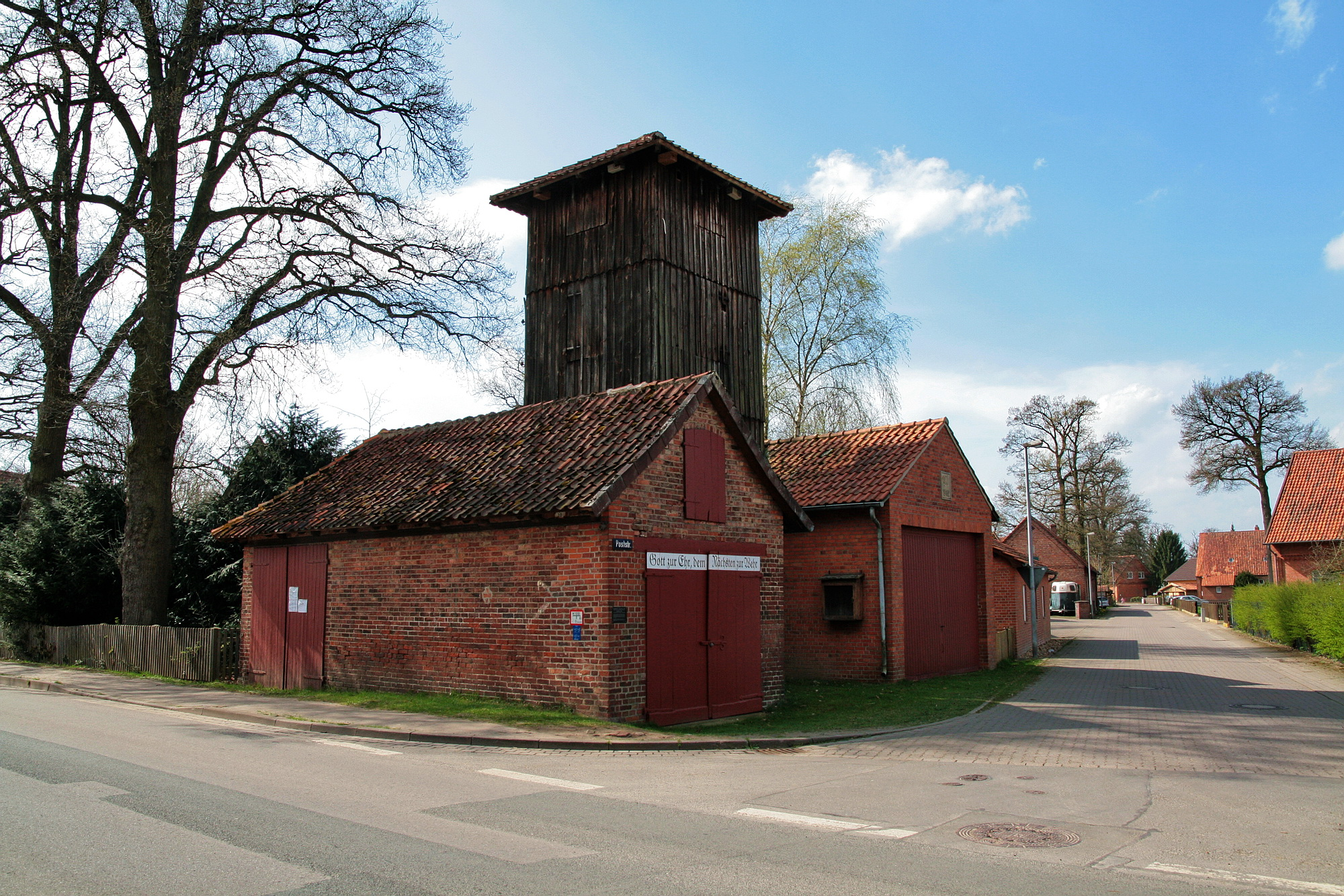
Altes Feuerwehrhaus
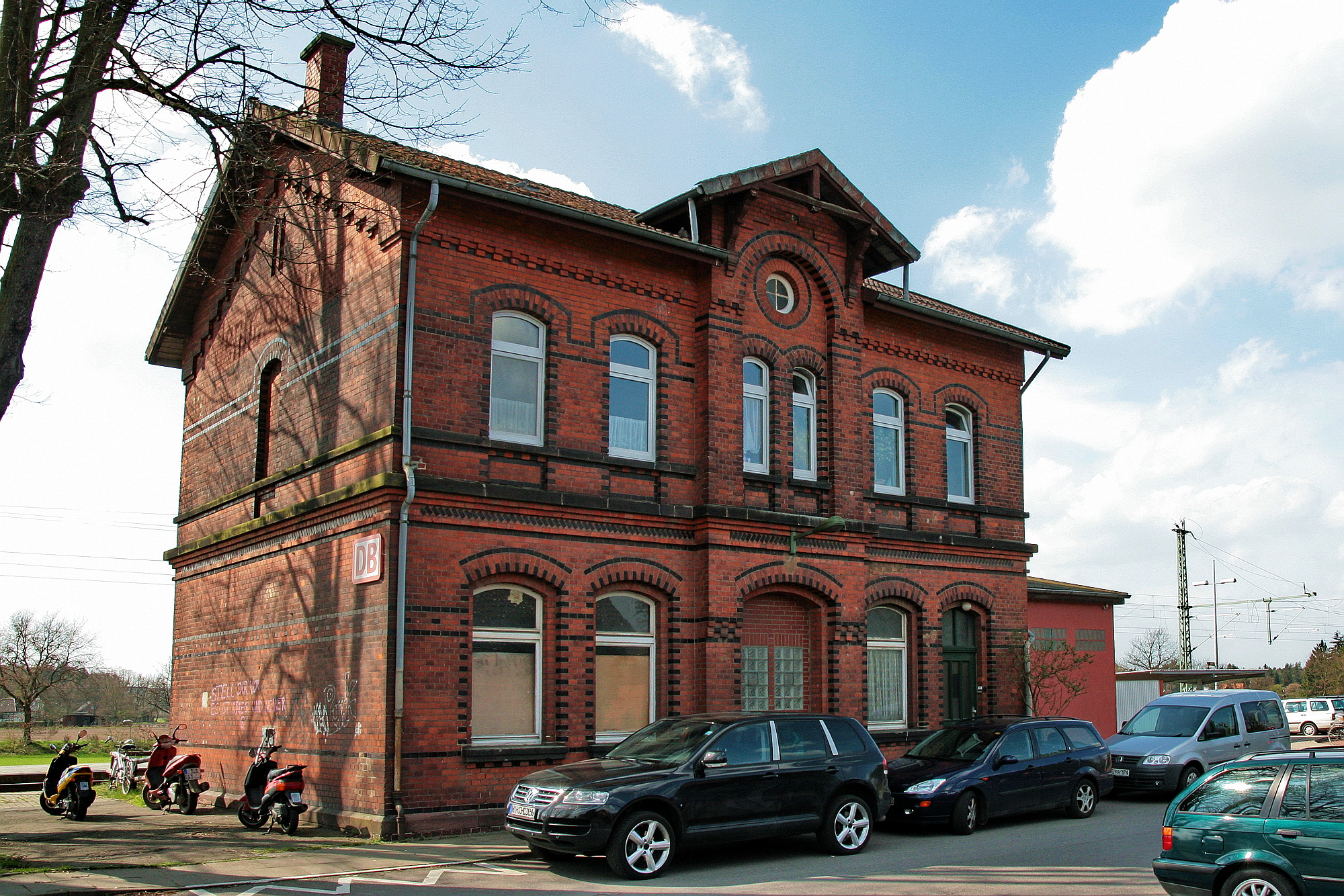
Altes Bahnhofsgebäude
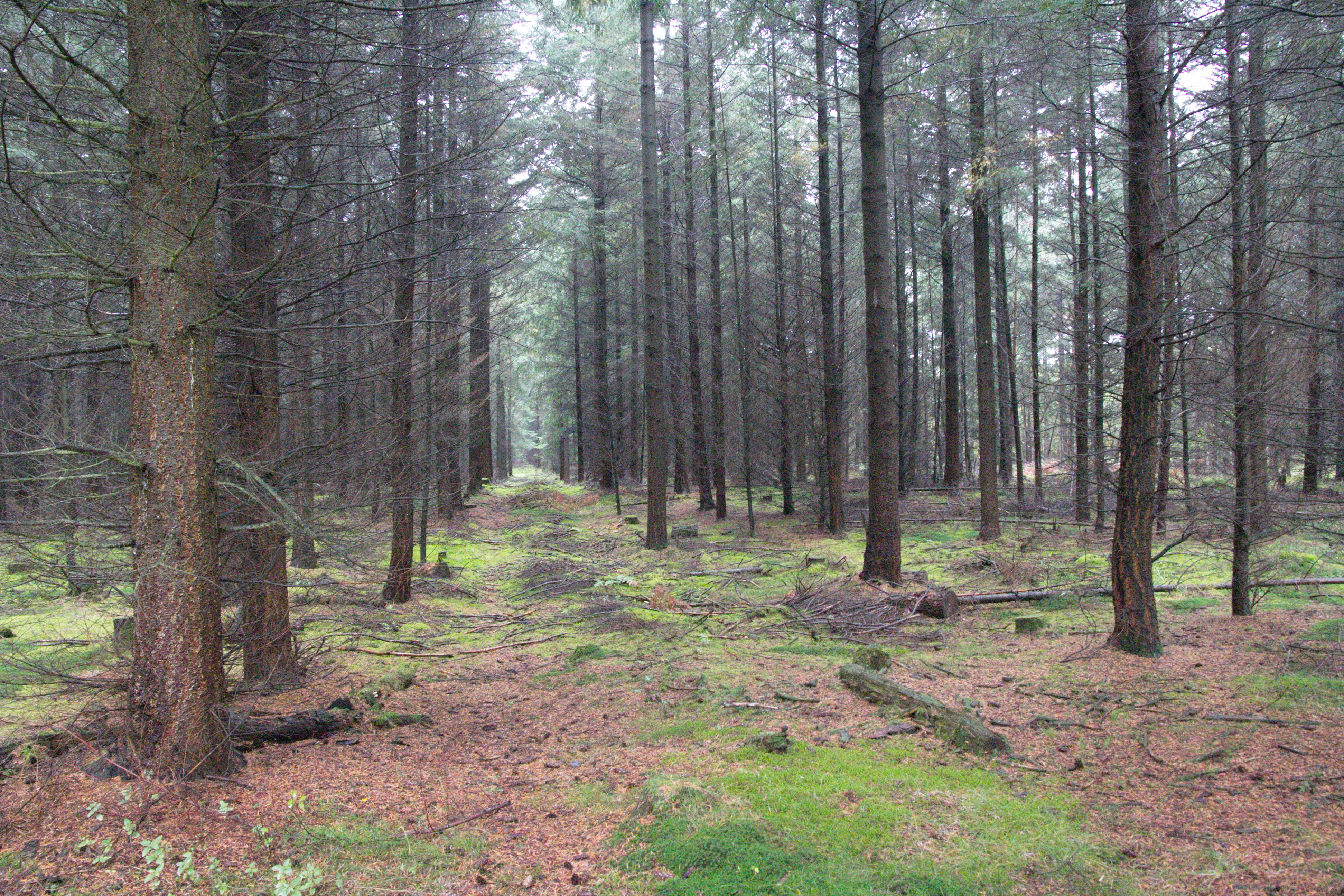
Forst Rundshorn

## Wirtschaft und Infrastruktur

### Unternehmen
Elze besitzt zahlreiche Handwerksbetriebe. Bis in die 1990er Jahre gab es ein eigenes Sägewerk. Mittlerweile sind dort Mehrfamilienhäuser entstanden. Es besteht ein Gewerbegebiet, das am nördlichen Dorfrand an der L 190 liegt.
Die Zahl der früher zahlreich im Ort verteilten Fachgeschäfte ist in den letzten Jahrzehnten stark zurückgegangen. Einige dieser Geschäfte sind in die neuen Einkaufszentren in Bahnhofsnähe umgesiedelt, andere wurden geschlossen. Zwei Discounter-Supermärkte haben den ursprünglichen Kaufmannsladen seit den Jahren 2001/2002 abgelöst und stellen die Grundversorgung sicher. Des Weiteren gibt es zwei Gaststätten, eine Stützpunktfeuerwehr mit drei Fahrzeugen, eine Postagentur, ein Reisebüro, diverse Kleinbetriebe, einen Hotelbetrieb, der besonders von Besuchern der Hannover-Messe profitiert, sowie Zahn- und Allgemeinmediziner und eine Apotheke.
Seit 1990 gibt es einen Gewerbeverein mit 42 Mitgliedern. Seit 2005 wird im zweijährigen Rhythmus eine Wirtschaftsmesse mit den Firmen der Gemeinde Wedemark veranstaltet. Die Besucherzahlen liegen bei durchschnittlich 25.000. Die Wirtschaftsmesse mit mehr als 150 Ausstellern hat überregionalen Charakter.

### Bildung
Elze besitzt eine zwei- bis dreizügige Grundschule, die für die meisten Kinder in der nord/nordöstlichen Wedemark zuständig ist.

### Verkehr
Durch den Ort Elze geht die Landesstraße 190, unweit vom Ort verläuft die Bundesautobahn 7. In Elze befindet sich der Bahnhof Bennemühlen, Endpunkt der S-Bahn-Linie 4 über Hannover nach Hildesheim. Zwei Buslinien verbinden Elze mit Mellendorf, dem Grundzentrum der Gemeinde Wedemark, sowie den umliegenden Orten.